# Eritrea
Eritrea (ge'ez: ኤርትራ, ʾĒrtrā) er et land i det nordlige Østafrika. Landet grænser op til Sudan i vest, Etiopien i syd og Djibouti i sydøst. Landets øst- og nordøstlige side er det Røde Havs kyst, hvor Dahlakøerne ligger. Området var tidligere en italiensk koloni, men blev annekteret af Etiopien i 1952 og efter løsrivelseskrig og folkeafstemning selvstændigt i 1993. Landet er rigt på råstoffer, blandt andre guld, sølv, nikkel, olie og naturgas.
Der findes ni folkegrupper i landet. Landet er domineret af semitisk talende folkegrupper, som udgør omkring 85 % af den samlede befolkning. De to dominerende sprog er tigrinja og arabisk. De to største religioner i Eritrea er kristendom og islam, idet kristne udgør et klart flertal.
Politisk er landet de facto et diktatur. Den eritreanske regerings vigtigste udviklingsprojekt er den så kaldte Warsai-Yekalo-kampagne, en samfundstjeneste, hvor alle - også kvinder - skal bidrage til landets opbygning ved at arbejde for staten. Disse ofte unge eritreanere arbejder blandt andet med reparation og byggeri af infrastrukturen, dæmninger, jordbrug, skoler, klinikker, sygehuse etc. Med dette vil man sikre landets madforsyning på sigt, samt lokke udenlandske investeringer og turister til. Denne politik har imidlertid ført til, at mange illegalt udvandrer til andre lande. Mange af regeringens tiltag har i mangt og meget ledt til en svækkelse af den private sektor og dennes investeringer til fordel for statslige (eller partibaserede) monopoler. Militærtjenestens organisering til en national arbejdskraft indebærer en stor besparelse for statsudgifterne, eftersom arbejdskraften er gratis og meget af det materiale og den kapital, der anvendes, er en kombination af billige stedlige ressourcer samt billig import og kontraktbundne udenlandske virksomheder med relativt lave omkostninger fra blandt andet Kina og Sydkorea. Regeringen forsøger også at opbygge den begrænsede fiskeindustri og udnytte landets ressourcer i havet.

## Etymologi
Navnet Eritrea er en italiensk form for det græske navn Ἐρυθραίᾱ (Erythraíā ), som betyder rødt land.
Navnet blev først formelt taget i anvendelse i 1890 i form af Italiensk Eritrea (Colonia Eritrea).
Navnet har siden været i anvendelse: Området blev omdøbt til Guvernementet Eritrea i 1936 som en del af Italiensk Øst-Afrika. Området blev annekteret som del af en føderation med Etiopien i 1953 og frem til 1962. Eritrean Liberation Front (Den Eritreanske Befrielsesfront) blev oprettet i 1960. Da Eritrea vandt sin selvstændighed ved en afstemning i 1993, blev den nye stat defineret som "Staten Eritrea".

## Geografi

### Beliggenhed og grænser
Eritrea ligger i det nordøstlige Afrika med Etiopien mod syd, Djibouti i sydøst, Sudan i nordvest, Det Røde Hav i øst og på den modsatte side af Det Røde Hav Saudi-Arabien og Yemen.

### Landskab
Det højeste bjerg er Emba Soira (3.018 moh) i det centrale Eritrea.
Højlandet i nord er en del af det nordetiopiske plateau (De etiopiske højlande). Plateauet går i Eritrea næsten helt ud til kysten mod Det Røde Hav. Langs den nordlige del af kysten findes en smal stribe sletteland før bjergene rejser sig næsten lodret op til plateauet.
Uden for kysten ligger der flere øer, blandt andre Dahlak-øerne og Hanish-øerne, samt koralrev.
Det sydlige Eritrea er stort set præget af et lavland, som er en del af Danakil-ørkenen, til dels beliggende under havets overflade, med enkelte højere partier i indlandet.
Råstoffer: guld, potaske, zink, kobber, salt, muligvis olie og naturgas, fisk.

### Klima
Lavlandsområderne er ret varme med en årstemperatur på over 30 °C, som kan stige op til næsten 50 °C. I lavlandet er nedbøren ubetydelig, og der er næsten ingen vegetation.
I højlandet er klimaet mere moderat. I hovedstaden Asmara (2.320 moh.) er middeltemperaturen for hele året 16 °C, med kun små årstidsvariationer. Asmara får næsten 560 mm nedbør om året, overvejende i juli-august.
| Vejr for Asmara, Eritrea                                                                                            | Vejr for Asmara, Eritrea | Vejr for Asmara, Eritrea | Vejr for Asmara, Eritrea | Vejr for Asmara, Eritrea | Vejr for Asmara, Eritrea | Vejr for Asmara, Eritrea | Vejr for Asmara, Eritrea | Vejr for Asmara, Eritrea | Vejr for Asmara, Eritrea | Vejr for Asmara, Eritrea | Vejr for Asmara, Eritrea | Vejr for Asmara, Eritrea | Vejr for Asmara, Eritrea |
| | Jan                      | Feb                      | Mar                      | Apr                      | Maj                      | Jun                      | Jul                      | Aug                      | Sep                      | Okt                      | Nov                      | Dec                      | År                       |
| --- | ------------------------ | ------------------------ | ------------------------ | ------------------------ | ------------------------ | ------------------------ | ------------------------ | ------------------------ | ------------------------ | ------------------------ | ------------------------ | ------------------------ | ------------------------ |
| Gennemsnitlig maks °C                                                                                               | 22                       | 24                       | 25                       | 25                       | 25                       | 25                       | 22                       | 22                       | 23                       | 22                       | 22                       | 22                       | 23                       |
| Gennemsnitlig °C | 14                       | 15                       | 16                       | 17                       | 18                       | 18                       | 16                       | 16                       | 16                       | 15                       | 14                       | 13                       | 16                       |
| Gennemsnitlig min °C                                                                                                | 4                        | 5                        | 8                        | 9                        | 10                       | 11                       | 11                       | 11                       | 9                        | 8                        | 7                        | 5                        | 8                        |
| Gennemsnitlig nedbør mm                                                                                             | 0,9                      | 3,5                      | 7,8                      | 30                       | 45,7                     | 40,3                     | 179,4                    | 178,8                    | 30,1                     | 10,3                     | 15,2                     | 2,2                      | 544                      |
| Kilde: Nedbør: Eritrea: "Mallets in the mountains" (engelsk) Temperaturer: "Asmara Climate & Temperature" (engelsk) |                          |                          |                          |                          |                          |                          |                          |                          |                          |                          |                          |                          |                          |

| Vejr for Massawa, Eritrea                                                                                            | Vejr for Massawa, Eritrea | Vejr for Massawa, Eritrea | Vejr for Massawa, Eritrea | Vejr for Massawa, Eritrea | Vejr for Massawa, Eritrea | Vejr for Massawa, Eritrea | Vejr for Massawa, Eritrea | Vejr for Massawa, Eritrea | Vejr for Massawa, Eritrea | Vejr for Massawa, Eritrea | Vejr for Massawa, Eritrea | Vejr for Massawa, Eritrea | Vejr for Massawa, Eritrea |
| | Jan                       | Feb                       | Mar                       | Apr                       | Maj                       | Jun                       | Jul                       | Aug                       | Sep                       | Okt                       | Nov                       | Dec                       | År                        |
| --- | ------------------------- | ------------------------- | ------------------------- | ------------------------- | ------------------------- | ------------------------- | ------------------------- | ------------------------- | ------------------------- | ------------------------- | ------------------------- | ------------------------- | ------------------------- |
| Gennemsnitlig maks °C                                                                                                | 29                        | 29                        | 32                        | 34                        | 37                        | 40                        | 41                        | 40                        | 39                        | 36                        | 33                        | 31                        | 35                        |
| Gennemsnitlig °C | 24                        | 24                        | 26                        | 28                        | 30                        | 33                        | 34                        | 34                        | 32                        | 30                        | 27                        | 25                        | 29                        |
| Gennemsnitlig min °C                                                                                                 | 19                        | 19                        | 20                        | 22                        | 24                        | 26                        | 28                        | 28                        | 26                        | 23                        | 21                        | 20                        | 23                        |
| Gennemsnitlig nedbør mm                                                                                              | 30,5                      | 29,2                      | 15,2                      | 13,2                      | 5,8                       | 0                         | 8,2                       | 9,3                       | 3,3                       | 14,5                      | 22,9                      | 35,2                      | 187                       |
| Kilde: Nedbør: Eritrea: "Mallets in the mountains" (engelsk) Temperaturer: "Massawa Climate & Temperature" (engelsk) |                           |                           |                           |                           |                           |                           |                           |                           |                           |                           |                           |                           |                           |

### Plantevækst
Lavlandet i øst præges af træløs steppe og ørken. Højlandet har også steppevegetation, som er stærkt påvirket af menneskelig aktivitet. De lavere områder mod Sudan er træsavanne med akaciearter og områder med åben skov med løvfældning i tørketiden.

### Dyreliv
Eritreas dyreliv minder om det, der findes i tilgrænsende områder i Etiopien, men med et noget lavere artsantal og mangel på mange af de etiopiske endemiske arter. De almindeligste pattedyr er gnavere, små kattedyr, sjakaler, vortesvin og gazeller. I alt findes mere end 500 fuglearter, blandt andre struds, gribbe, ørne, trapper, sandhøns, biædere og ellekrager. I Det Røde Hav findes koralrev og forekomst af søkoarten dugong samt havskildpadder.

### Miljø
Miljøproblemer i Eritrea er afskovning, jorderosion, overgræsning.

### Større byer
Hovedstaden er Asmara.
Eritrea har to vigtige havnebyer, Massawa og Assab. Begge byer har store lufthavne.
Andre større byer er Barentu, Tesseney, Keren, Mendefera, Dekemhare og Nakfa.

## Demografi
Den samlede befolkning i Eritrea udgjorde 5.939.484 indbyggere (skøn) i juli 2011 og 6.527.689 (skøn) i juli 2015.
| Aldersgruppe  | Aldersfordeling 2011                     | Aldersfordeling 2015                      |
| ------------- | ---------------------------------------- | ----------------------------------------- |
| 0-14 år       | 42.1% (mænd 1.256.384/kvinder 1.244,569) | 40.25% (mænd 1.320.752/kvinder 1.306.357) |
| 15-64 år      | 54.3% (mænd 1.580.535/kvinder 1.641,911) | 52,29% (mænd 1.697.291/kvinder 1.715.812) |
| 65 år og over | 3.6% (mænd 96.627/kvinder 119.458)       | 3.74% (mænd 104.513/kvinder 139.323)      |

Befolkningsvæksten er aftagende: 2.472 % (2011), 2,25 % (skøn 2015).
Forventet levealder: 66 år (2011), 63.81 år (2015)
Analfabetisme: 32,5 % (2009), 26,2 % (2014)
HIV/AIDS – voksen smittet andel: 0.8 % (2009), 0.68 (2014)
HIV/AIDS – mennesker som lever med HIV/AIDS: 25.000 (2009), 16.100 (2014)
HIV/AIDS – dødsfald: 1.700 (2009 skøn), 700 (2014)

### Etniske grupper
Eritrea er et multietnisk land med en befolkning på omkring 3,4 millioner (estimeret 2018). Der findes ni folkegrupper i landet. Landet er domineret af semitisk talende folkegrupper som udgør omkring 85 % af befolkningen. Disse er Tigrinya-folket (50 %), tigre (31 %) og Rashaida (2,4 %). De kushitisk-talende er delt i fire folkegrupper og udgør omkring 13 % af befolkningen. Desuden er der to nilotiske folkegrupper i landet. Disse udgør 2-3 % af befolkningen.
Landets befolkning er inddelt i følgende etniske grupper:
Tigrinya 50%,
Tigre 31%,
Saho 5%,
Afar 5%,
Hedareb (Beja) 2,5%,
Rashaida 2.5%,
Bilen 2%,
Kunama 2%,
Nara 1,5%
Fordelingen er skønnet, da nogen egentlig folketælling ikke er foretaget
Araberne i Eritrea er Rashaida-folket, som kom til Eritrea fra Saudi-Arabien efter et oprør i deres gamle hjemland. I dag bor de fleste Rashaidafolk i Eritrea, men der findes mindre grupper af dem i Sudan og Saudi-Arabien. Rashaida-folket er nomader, og de fleste af dem er analfabeter. De taler arabisk.
Resten af befolkningen hører til andre afroasiatiske grupper, som Saho, Hedareb, Afar og Bilen. Der findes også en række nilotiske minoriteter, som er repræsenterede i Eritrea ved Kunama og Nara. Hver etnicitet har sit eget modersmål, men flere af minoriteterne taler mere end et sprog.

### Sprog
De officielle sprog i Eritrea er tigrinsk og arabisk.
Engelsk og italiensk er også alment forstået. De fleste af de sprog, som tales i Eritrea, stammer fra den semitiske gren af den afro-asiatiske sprogfamilie. De semitiske sprog i Eritrea er tigre, tigrinsk, den nylig anerkendte dahlik og arabisk (der tales af rashaida-araberne). Hovedsprogene (tigre, tigrinsk og arabisk) tales som modersmål af over 80 % af befolkningen.

### Religion
De to største religioner i Eritrea er kristendom og islam. Et verdensomfattende studie ved Pew Research Center skønner andelen af kristne til 62,9 % (2011) og af muslimer til 36,5 % (2009). USA's Department of State skønner andelen af kristne til 50 %, andelen af muslimer til 48 % og andre trosretninger til 2 % (2010). I de østlige og vestlige, lavere beliggende dele af landet er islam overvejende mens kristendommen er almindeligst i højlandet. Ifølge et skøn fra 2009 er andelen af koptiske kristne omkring 30 %, katolikker omkring 13 % og udøvere af naturreligioner omkring 2 %. Ca. 5 % tilhører andre trossamfund som protestanter, syvendedagsadventister, Jehovas Vidner, buddhister, hinduer og baha'i.
Kristendommen er den ældste verdensreligion, som praktiseres i landet, og majoriteten af den kristne befolkning tilhører Den eritreanske ortodokse kirke (Eritrean Orthodox Tewahedo Church). Den Eritreansk-ortodokse kirke, som har eksisteret i landet siden 300-tallet e.Kr. da kristendommen blev statsreligion i Aksum-riget, blev 1998 selvstændig i forhold til den koptiske pave i Alexandria.
Eritreas muslimer er udelukkende sunni-muslimer, og islam har været i landet siden religionens begyndelse. Eritrea (som da indgik i det kristne Aksum-rige) benævnes i Koranen som landet al-Habashat, hvor profetens tidligste følgeslagere fandt deres tilflugtssted fra deres fjender i Arabien.
Katolikker udgør en minoritet, som har været i landet siden 1500-tallet, da jesuitiske missionærer fra Portugal etablerede et samfund der, som voksede under den italienske kolonialtid i anden halvdel af 1800-tallet og første halvdel af 1900-tallet.
Protestanter udgør den mindste kristne minoritet, og dets ældste samfund etableredes af svenske missionærer fra Evangeliska fosterlandsstiftelsen i 1870-erne og bidrog blandt andet til Bibelens oversættelse fra det uddøde sprog geez (statssprog i Aksum, kirkesprog i den ortodokse kirke, samt de moderne semitiske sprog på Afrikas horn) til moderne tigrinsk og andre moderne sprog som tales i Eritrea i dag.
Andre protestantiske (og ikke-kristne samfund som Baha'i) er etablerede i landet fra 1960-erne, blandt andet af amerikanske missionærer, så som Faith Mission, syvendedagsadventister, Jehovas Vidner, med flere. Flere samfund så som Pinsekirken, Livets ord og andre karismatiske religiøse retninger tilkom senere. De har nu fået deres religionsfrihed suspenderet af den eritreanske stat, som kun anerkender de fire "historiske" kirkesamfund: islam, den ortodokse kirke, den katolske kirke samt den evangeliske kirke, og kræver blandt andet at "nye" religioner ansøger om tilladelse til at kunne praktiseres frit i landet. De, som ikke overholder dette, bliver forfulgte og straffes hårdt af staten eller bliver tvunget til at flygte fra landet.
Der findes tillige en lille minoritet, som endnu praktiserer animisme i landet udelukkende inden for Kunama-folket og som tror på en "Gud" eller "Verdensånd", som kaldes Ana. Deres religion menes at være landets ældste og praktiseret siden forhistorisk tid længe inden kristendom eller islam og omfattes heller ikke af landets nye religionsindskrænkende love. Andre religioner i landet har været udøvet især af udlændinge og omfattes derfor ikke af loven, således jødedom, hinduisme, sikhisme, buddhisme samt Aksum-rigets førkristne religion (nu uddød), hvor hovedguderne udgjordes af månen, solen, havet og jorden.
Den kristne, humanitære hjælpeorganisation Åbne Døre beretter, at mindst 2.800 kristne sidder fængslede under umenneskelige forhold i shippingcontainere og hemmelige underjordiske fængsler. Tortur hører iflg. øjenvidner til hverdagen, og flere kristne er døde under disse omstændigheder.

## Historie
Ved Buya i Eritrea har italienske forskere fundet en af de ældste hominider, som repræsenterer en mulig forbindelse mellem Homo erectus og en arkaisk Homo sapiens. Dateret til over 1 million år er det det ældste skelet fund af sin art. Det menes, at Danakil lavningen i Eritrea også indtog en vigtig rolle under af den menneskelige evolution og kan indeholde andre spor af evolution fra Homo erectus hominider til anatomisk moderne mennesker.
Under den sidste mellemistid, blev det Røde Havs kyst i Eritrea befolket af tidlige anatomisk moderne mennesker. Det menes, at området var et led på vejen ud af Afrika, som nogle forskere foreslår blev brugt af tidlige mennesker til at kolonisere resten af den gamle verden. I 1999 opdagede Eritreas Forskningsprojekt Team sammensat af Eritreas, canadiske, amerikanske, hollandske og franske forskere en stenalder-lokalitet med sten og værktøjer af obsidian dateret til over 125.000 år f.Kr. nær bugten Zula syd for Massawa ved Det Røde Havs kyststrækning. Værktøjerne menes at have været brugt af tidlige mennesker til at høste marine ressourcer som muslinger og østers.
Ifølge lingvister ankom de første afro-asiatisk talende befolkningsgrupper til regionen i løbet af den efterfølgende neolitiske æra fra familiens foreslåede urheimat ("oprindelige hjemland") i Nildalen, eller i Mellemøsten. Andre forskere foreslår, at den afro-asiatiske sprogfamilie udviklede sig in situ på det afrikanske Horn, med sine sprogbrugere efterfølgende spredende derfra.

### Antikken
Forskning viser, at værktøjer fundet i Barka-dalen fra 8000 f.Kr. ser ud til at give det første konkrete bevis for menneskelig bosættelse i området. Forskning viser også, at mange af de etniske grupper i Eritrea var de første til at beboede disse områder.
Sammen med Djibouti, Etiopien, det nordlige Somalia, og Det Røde Havs kyst i Sudan, betragtes Eritrea som det mest sandsynlige sted for beliggenheden af et rige kendt af gamle egyptere som Punt, hvis første omtale dateres til omkring 2.500 f.Kr.. De gamle Puntier var en nation af mennesker, der havde tætte forbindelser til det faraoniske Egypten på farao Sahures og dronning Hatshepsuts tid.
I 2010 blev foretaget en genetisk undersøgelse af de mumificerede rester af bavianer, der blev bragt tilbage som gaver fra Punt af de gamle egyptere. Anført af et forskerhold fra Det Egyptiske Museum og University of California, forskerne brugte ilt-isotop-analyse til at undersøge hår fra to bavian-mumier, der var blevet bevaret i British Museum. En af de bavianer havde forurenede isotopiske data, så den andens ilt isotop værdier blev sammenlignet med dem af nutidens bavian prøver fra områder af interesse. Forskerne fandt, at mumierne bedst matchede moderne bavian-prøver i Eritrea og Etiopien, som de foreslog, indebar, at Punt sandsynligvis var et smalt område, der omfattede det østlige Etiopien og hele Eritrea.

### Ona-kulturen
Udgravninger på Sembel fundet beviser på en gammel præ-Aksumite civilisation i større Asmara. Denne Ona bykultur menes at have været blandt de tidligste pastorale og landbrugssamfund i Horn-regionen. Genstande på stedet er blevet daterede til mellem 800 f.Kr. og 400 f.Kr., samtidige med andre præ-aksumitiske bosættelser i de eritreiske og etiopiske højland i midten af første årtusinde f.Kr..
Der ud over kan Ona-kulturen have haft forbindelser til det gamle land Punt. I en grav i Theben dateret til farao Amenophis 2.s (Amenhotep 2.)s regeringstid, er langhalsede potter svarende til dem, anvendte af Ona-folkene, afbildede som en del af lasten på et skib fra Punt.

### Gash
Udgravninger i og nær Agordat i det centrale Eritrea afdækkede resterne af en gammel præ-aksumitisk civilisation kendt som Gash-gruppen (engelsk: Gash Group). Keramikken udviser forbindelser med de af C-gruppen (Temehu) pastorale kultur, som beboede Nildalen mellem 2500-1500 f.Kr.. Tårne beslægtede med Kerma-kulturen, et andet samfund der blomstrede i Nildalen omkring samme periode, er også fundet på andre arkæologiske steder i Barka-dalen tilhører Gash-gruppen. Sproglige undersøgelser tyder på, at C-Gruppen og Kerma-folkene talte afro-asiatiske sprog tilhørende henholdsvis berberiske og cushitiske grene.

### Kongeriget D'mt
D'mt var et kongerige, der omfattede det meste af Eritrea og det nordlige grænseområde i Etiopien. Kongeriget eksisterede under det 10. til 5. århundrede f.Kr. Sandsynligvis var hovedstaden Yeha. Qohaito, ofte identificeret som byen Koloe i Periplus af Erythraean Hav, samt Matara var vigtige antikke byer i D'mt, beliggende i det sydlige Eritrea.
Riget udviklede kunstvandingsordninger, brugte plove, dyrkede hirse, og fremstillede redskaber og våben af jern. Efter faldet af D'mt i det 5. århundrede f.Kr., blev højplateauet domineret af mindre efterfølgende kongeriger. Dette varede indtil, at fremkomsten af en af disse politiske enheder i løbet af det første århundrede, Aksum, blev i stand til at genforene området.

### Aksum
Kongeriget Aksum var et handelsimperium centreret i Eritrea og det nordlige Etiopien. Det eksisterede fra ca. 100-940 e.Kr., voksede fra proto-Aksumitisk jernalder ca. 4. århundrede f.Kr. for at opnå en fremtrædende plads i det 1. århundrede e.Kr.
Ifølge den middelalderlige Liber Axumae (Aksums bog) blev Aksums første hovedstad, Mazaber, bygget af Itiyopis, søn af Kush. Hovedstaden blev senere flyttet til Aksum i det nordlige Etiopien. Kongeriget brugte navnet "Etiopien" så tidligt som det 4. århundrede.
Aksumiterne rejste en række store steler, der tjente et religiøst formål i før-kristen tid. En af disse granitsøjler, en obelisk i Aksum, er den største af denne slags i verden, stående på 90 fod. I henhold til Ezana (fl. 320-360), antog Aksum senere kristendommen. I det 7. århundrede søgte tidlige muslimer fra Mekka også tilflugt fra Quraysh' forfølgelse ved at rejse til riget, en rejse kendt i islamisk historie som den første Hijra. Det er også den påståede opholdssted for Pagtens Ark og den påståede hjem af Dronningen af Saba.
Riget er nævnt i Periplus i Erythraean Hav som et vigtigt marked for elfenben, som blev eksporteret over hele den antikke verden. Aksum var den gang styret af Zoskales, som også herskede over havnen i Adulis. De Aksumitiske herskere fremmede handelen ved at præge deres egen aksumitiske valuta. Staten etablerede også sit hegemoni over det svækkede kongerige Kush og blandede sig regelmæssigt i de politiske forhold på den arabiske halvø, for til sidst at udvide sit herredømme over regionen med erobring af det Himjaritiske Kongerige.

### Medri Bahri Rige
I middelalderen blev størstedelen af Eritreas lavlandsbefolkning muslimer. Størstedelen af kysten og lavlandsområderne i vest faldt under de invaderende muslimske Beja-folks overherredømme.
Det kristne Aksumrige blev isoleret fra havet og måtte flytte sin hovedstad og udvide sine områder længere ind i landet i det nuværende Etiopien. Som følge af Aksumrigets svækkelse under det voksende pres fra muslimerne blev det isoleret fra de andre kristne stormagter, faldt sammen og blev splittet i flere små kristne kongeriger og dynastier baserede i de etiopiske og eritreanske højlandsområder. Disse småstater lå ofte i krig indbyrdes om magt og indflydelse, idet de forskellige riger eller dynastier hver for sig forsøgte at samle hele regionen under egen dominans.
Araberne kaldte området og folket i dette område for Habesh, og fra dette navn kom den europæiske benævnelse Abessinien. Endnu i dag benævner mange eritreanere sig som Habesha lige som mange etiopiere. Et af de middelalderlige abessinske riger var Midre Bahri (havets land), som bestod af eritreansk højland. Riget blev styret af en Bahr Negus eller Bahr Negash (havets konge), som ofte udskiftede sine alliancer mellem de andre kristne abessinske riger og deres omkringliggende muslimske rivaler for at bibeholde et vist mål af selvbestemmelse og handelsfordeler i handelen mellem Det Røde Hav og indlandet.
Den muslimske indflydelse i Eritrea nåede sit højdepunkt i 1577, da det tyrkiske Osmanniske Rige fik kontrol over havnebyen Massawa og en stor del af kysten. De erobrede hele det nordlige Eritrea og kystområdee, som allerede var muslimske, og nåede også højlandet, hvor de overtog Midre Bahris daværende hovedstad Debarwa. Til trods for, at tyrkerne hurtigt blev fordrevne fra det kristne Midre Bahri, forblev de i besiddelse af dele af det nordlige Eritrea og byen Massawa frem til 1800-talet. Egypterne overtog det direkte styre af de osmanniske besiddelser i 1865.
I senmiddelalderen og frem til 1800-tallet svækkedes feudalherrernes magt i det kristne højland på grund af dets isolering fra den fjendtlige, muslimsk styrede kyst og det tab af handelsindtægter, som dette indebar. Højlandet i Eritrea udviklede sig således til en slags bonderepublik næsten helt uden livegne, som styredes af jordejende bønder med demokratisk valgte ældsteråd (shimagile), som på deres side vedtog mundtlige bylove og dekreter. Republikken kaldtes Hamassien og dens forenede forsvars- og politimagt udgjordes af hele generationen af unge friske ugifte mænd i landet. De andre abessinere kaldte imidlertid landet for det uregerlige Mareb Mellash (Mareb hidsides floden), idet denne flod udgjorde en naturlig grænse mellem Eritrea og Etiopien allerede på denne tid.
Eritreas sydlige kyst og dennes afar- og saho-befolkninger tilhørte det muslimske Adal-sultanat mellem 1500- og 1700-tallet frem til det tidspunkt, hvor også dette rige faldt sammen og opsplittedes i flere selvstændige små sultanater, en situation som bestod helt frem til slutningen af 1800-tallet og de italienske kolonialisters ankomst.

### Kolonitiden
Eritreas nyere historie er uløseligt forbundet med dets strategiske beliggenhed ved Det Røde Havs kyst med en kystlinje, som strækker sig mere end 1000 km. Fra fjernere steder kom over havet forskellige angribere og kolonisatorer, blandt andre sydarabere fra det senere Yemen, samt osmanniske tyrkere, portugisere fra Goa (Indien), egyptere, briter og italienere. Ligeledes har landet gennem tiden været udsat for angribere fra nabolandene i Afrika, så som Egypten og Sudan i vest og nord, og Etiopien i syd.
I tiden efter åbningen af Suez-kanalen i 1869, da de europæiske stormagter foretog kapløbet om Afrika og forsøgte at sikre sig handelsstationer for sine skibe, invaderede Italien Etiopien og okkuperede også Eritrea. Den 1. januar 1890 blev Eritrea officielt erklæret en italiensk koloni. I 1936 blev det en provins af Italiensk Østafrika sammen med Etiopien og Italiensk Somaliland. I 1941 havde Eritrea omkring 760.000 indbyggere, herunder 70.000 italienere. I 1941 foregik Slaget ved Keren, hvor de britiske styrker besejrede de italienske og udviste italienerne, og briterne overtog administrationen af landet. Briterne fortsatte herefter med at administrere territoriet under et FN-mandat frem til 1951, da Eritrea blev forenet med Etiopien ved FN's resolution 390A (V) vedtaget i december 1950.

### Kampen for selvstændighed
Den strategiske beliggenhed af Eritrea samt mineralforekomster tillige med deres fælles historie var den vigtigste årsag til, at der blev oprettet en føderation med Etiopien, som gennemførte Eritreas annektering som Etiopiens 14. provins i 1952. Dette var kulminationen på en gradvis proces med overtagelsen fra de etiopiske myndigheders side, hvorunder et edikt i 1959 gennemførte obligatorisk undervisning i amharisk, hovedsproget i Etiopien, i alle eritreiske skoler. Den manglende hensyntagen til den eritreiske befolkning førte til dannelsen af en uafhængighedsbevægelse i begyndelsen af 1960 (1961). Krigen brød ud, da Hamid Idris Awate og hans støtter affyrede de første skud og blev først afsluttet i 1991, da de eritreiske oprørere besejrede de etiopiske regeringsstyrker. Efter en FN-overvåget folkeafstemning i Eritrea i april 1993, ved hvilken 99,8 % af befolkningen stemte for selvstændighed, erklærede Eritrea sin uafhængighed og denne blev internationalt anerkendt i 1993.

### Efter selvstændigheden
Efter selvstændigheden deltog Eritrea i flere krige, blandt andet mod Yemen om Hanish-øerne i 1996. Eritrea baserede sit krav på øerne med, at oprørsgruppen EPLF havde haft flere baser ved øerne under frihedskrigen. Under kolonitiden havde øerne været styret af italienerne. Alligevel var det Yemen, som fik øerne.
I 1998 udbrød en to år lang krig med Etiopien om flere grænsebyer, blandt andet Badme. I 2000 underskrev parterne en våbenhvile, og FN sendte fredsbevarende styrker til områderne. Disse styrker er fortsat til stede. Krigen krævede omkring 70.000 menneskeliv. I 2000 blev der nedsat en grænsekommission i Haag, bestående af blandt andet Etiopien og Eritrea, der enstemmigt fastsatte grænsen mellem Etiopien og Eritrea, som betød at grænsebyen Badme skulle tilhøre Eritrea, men Etiopien har fortsat kontrol over byen.

## Politik
Efter folkeafstemningen i april 1993 oprettede EPLF en "provisorisk" regering, der fik til opgave at sammenskrive en ny grundlov inden for en tidsramme på 4 år og der efter udskrive nyvalg, hvor flere partier skulle have havde mulighed for at opstille. Denne provisoriske regering blev ledet af Isaias Afewerki, der siden har styret som diktator.

### Grundloven
En ny grundlov blev indført i 1997, et år senere end planlagt. Selv om grundloven blev vedtaget, er den aldrig blevet ført ud i livet: frie og almindelige valg har ikke blevet afholdt til trods for, at en valglov blev vedtaget i 2002.

### Præsidenten
Eritrea er nominelt en præsidentiel republik, og den udøvende magt ligger hos Eritreas præsident. Siden selvstændigheden i 1993 er præsidenten Isaias Afewerki, partileder for Folkets front for demokrati og retfærdighed. Præsidentvalg skulle afholdes i 1997 men blev udskudt og er hidtil ikke afholdt. Præsidenten vælges af Eritreas nationalforsamling for højst to femårige mandatperioder i rad. Han har stor magt og er blandt andet øverstbefalende over hæren og formand i nationalforsamlingen. Desuden både udpeger og leder han regeringen.

### Parlamentet
Nationalforsamlingen (Hagerawi Baito) består af 104 medlemmer, hvoraf 64 medlemmer er udpegede og 40 medlemmer udgøres af medlemmer af centralkomiteen i Folkets front for demokrati og retfærdighed. Ifølge IPU havde parlamentet 150 indirekte valgte medlemmer. Nationalforsamlingen blev sammenstykket i februar 1992. AFP rapporterede, at eritreanere valgte 399 repræsentanter i landets seks regioner i en langvarig proces, som skulle føre til dannelse af en grundlovgivende forsamling. De regionale valg startede den 4. januar 1997 i enkelte dele af landet og blev fuldført inden 1. marts 1997.
Valg til Eritreas nationalforsamling skulle være afholdte i 1997, men blev udsatte til 2001 med begrundelsen, at 20% af Eritreas landområde var besat og at valget var udsat, indtil konflikten med Etiopien var afsluttet. I 2001 blev det atter udskudt, og hidtil er parlamentsvalg ikke blevet afholdt i landet efter selvstændigheden. Nationale valg har flere gange skullet afholdes, men er hver gang blevet aflyst "af hensyn til rigets sikkerhed".
Lokalvalg og er foregået i Eritrea, således regionalvalg og kommunevalg i maj 2003, og senest i 2011. En valglov findes siden år 2002. Det eneste tilladte parti er Folkets front for demokrati og retfærdighed, som også er det eneste, som sidder i Nationalforsamlingen. Flerpartisystem garanteres i 1997 års forfatning, men denne er aldrig formelt trådt i kraft. Nationalforsamlingen har ikke sammentrådt siden 2002, og flere medlemmer er fængslede eller i eksil. Den lovgivende magt ligger siden da hos præsident Afewerki.
Eritrea styres således som et et-parti-diktatur af Folkets front for demokrati og retfærdighed (Peoples Front for Democracy and Justice, PFDJ). Al magt i landet ligger hos "præsident" og leder af det styrende parti, PFDJ, Isaias Afwerki.

### Pressefrihed
Oppositionelle fængsles og tortureres, og der findes ingen frie medier. Uafhængige medier har været ulovlige i landet siden 2001, og alle typer af medier er kontrollerede af myndighederne og underlagt streng censur.
Reportere uden grænser rangerede i 2010 Eritrea på 178. plads af 178 lande med hensyn til pressefrihed, den lavest mulige plads og under alle andre diktaturer i verden. Ifølge BBC er Eritrea det eneste land i Afrika uden uafhængige, privatejede medier. Ifølge Reportere uden grænser findes det ingen udenlandske korrespondenter i Asmara, og eritreiske medier gør «ingenting andet end at videreformidle regimets krigerske og ultranationalistiske fremstilling».

### Retsvæsen
Retsvæsenet er under stærkt pres fra regeringen, som ofte direkte blander sig i retssager. I 2001 blev præsidenten for Højesteret arresteret, da denne kritiserede regeringens indskrænkning af domstolens uafhængighed. Lovsystemet er meget blandet og indeholder love fra før selvstændigheden.

### Menneskerettigheder og flygtninge
Det eritreanske system med militær samfundstjeneste for alle, mænd og kvinder, over 18 år, som startede kort efter selvstændigheden i 1993, og som oprindeligt varede 18 måneder, er efterhånden blevet udvidet således, at der ikke er nogen klar afslutning på den. Dette har ført til beskyldninger om, at der reelt er tale om en form for statsslaveri. Modviljen herimod har ført til, at stadig flere unge vælger at flygte fra landet frem for at acceptere statens krav. Det er vurderet, at mere end 130.000 personer pr. 14. august 2015 illegalt havde forladt landet, i første omgang flygtet over grænsen til Etiopien, hvor der er blevet oprettet flygtningelejre for dem. En af disse, Mai Aini flygtningelejren, havde omkring 18.500 flygtninge, hvoraf mere end 80 % var under 24 år. Mulighederne for at kunne studere har været nærmest fraværende, og heller ikke mulighederne for at etablere sig med en ny tilværelse har været gode. Mange har derfor valgt at rejse videre, til Sudan og Libyen for at komme til Europa eller de er endt i Sinai (muligvis i søgen om at komme til Israel), hvor de ofte er blevet ofre for tortur og afpresning mod deres familie i udlandet eller i Eritrea. Foruden Etiopien har også blandt andet Sudan modtaget flygtninge fra Eritrea, som samles i Shagarab-flygtningelejren i landets østlige del. I 2009 udgjorde de 66.000. De første ankom under den eritreanske selvstændighedskrig allerede i 1968, men omkring 1.800 nye flygtninge er tilkommet på grund af arbejdstjenesten. Omkring 40.000 bor nu uden for lejren i de omgivende samfund. Deres integration lettes af, at de tilhører samme folkeslag som de lokale, Rashaida og Beja. Mange forsøger imidlertid at komme til Europa, hvilket koster 5.000 dollars i betaling til menneskesmuglere.
I Mai Aini arbejder Jesuit Refugee Service for at hjælpe flygtningene, mest med beskæftigelsesaktiviteter som sport, musik, teater, dans og kunst.
I alt 34.329 ankom til Italien i 2014, hvilket var den næst største flygtningegruppe, der ankom dertil. Tilstrømningen til Europa er fortsat i 2015.

### Administrativ inddeling
Eritrea er inddelt i seks regioner (zobas), der er underinddelt i distrikter (sub-zobas)
| # | Region (zobas) (ዞባ)                           | Sub-region (sub-zobas) (ንኡስ ዞባ)                                                                                             | Regioner i Eritrea |
| - | --------------------------------------------- | --- | ------------------ |
| 1 | Maekel (ዞባ ማእከል)                              | Berikh, Ghala-Nefhi, Semienawi Mibraq, Sereja, Debubawi Mibraq, Semienawi Mi'erab, Debubawi Mi'erab                         |                    |
| 2 | Debub (ዞባ ደቡብ)                                | Adi Keyh, Adi Quala, Areza, Debarwa, Dekemhare, Mai Ayni, Mai Mne, Mendefera, Segeneiti, Senafe, Tserona                    |                    |
| 3 | Gash-Barka (ዞባ ጋሽ ባርካ)                        | Agordat, Barentu, Dghe, Forto, Gogne, Haykota, Logo-Anseba, Mensura, Mogolo, Molki, Guluj, Shambuko, Tesseney, La'elay Gash |                    |
| 4 | Anseba (ዞባ ዓንሰባ)                              | Adi Tekelezan, Asmat, Elabered, Geleb, Hagaz, Halhal, Habero, Keren, Kerkebet, Sel'a                                        |                    |
| 5 | Den nordlige Rødehavsregion (ዞባ ሰሜናዊ ቀይሕ ባሕሪ) | Afabet, Dahlak, Ghel'alo, Foro, Ghinda, Karora, Massawa, Nakfa, She'eb                                                      |                    |
| 6 | Den sydlige Rødehavsregion (ዞባ ደቡባዊ ቀይሕ ባሕሪ)  | Are'eta, Central Dankalia, Southern Dankalia                                                                                |                    |

### Udenrigspolitik
Eritrea er et fuldt medlem af Den afrikanske union, efterfølgeren til Organisationen for afrikansk enhed (OAE). Men landet havde trukket sin repræsentant til AU ud i protest mod AU's påståede mangel på lederskab i konflikten om gennemførelsen af en bindende grænse mellem Eritrea og Etiopia. Den eritreiske regering har siden januar 2011 udnævnt en udsending, Tesfa-Alem Tekle, til AU.

#### Forholdet til vesten
Eritreas forhold til USA har en kort, men kompliceret historie. Selv, om de to nationer har et nært samarbejde, når det gælder den pågående krig mod terror, har der været en voksende spænding på andre områder. Forholdet forværrede sig i oktober 2008, da USA's viceudenrigsminister, Jendayi Frazer, kaldte nationen en "sponsor af terrorisme" og udtalte, at den amerikanske regering kan lægge Eritrea til sin liste over røverstater sammen med Iran og Sudan. Den angivelige grund til denne udtalelse var tilstedeværelsen af Sheikh Hassan Dahir Aweys – en eksil-somalisk islamistisk leder, som amerikanerne mistænkte for at have forbindelser til Al-Qaida – på en somalisk oppositionskonference i Asmara.
Eritreas forhold til Italien og EU er fortsat rimeligt godt og synes ikke at være så anstrengt som forholdet til USA. Den 27. januar 2009 betalte den nederlandske ambassadør, Yoka Brandt, direktør i International Development Cooperation, et officielt besøg til landet for bilaterale samtaler med præsident Isaias' regering, som blev holdt i Massawa.
Den 2. august 2009 hævdede USA's udenrigsminister Hillary Clinton, at Eritrea havde leveret våben til den somaliske militante gruppe al-Shabab. Selv om Eritrea benægtede denne anklage i en offentlig udtalelse næste dag, havde FN med støtte fra den afrikanske union vedtaget sanktioner og våbenembargo mod Eritrea for landets påståede rolle i Somalia, og nægtet at trække sine soldater tilbage fra grænsen til Djibouti.

#### Forholdet til nabolandene
Eritreas forhold til sine naboer har været anstrengt på grund af en række krige og konflikter. Disse inkluderer en pause i de diplomatiske forbindelser med Sudan i 1994, for støtte til netværk af terrorister i 1994, en krig med Yemen over Hanish-øerne i 1996 (konflikten blev afgjort ved dom af Den internationale voldgiftsdomstol i 1998), og en grænsekonflikt med Etiopien fra 1997-2000. En international grænsekommission, Eritrea-Etiopia Boundary Commission, har fastlagt grænsen, men Etiopien har nægtet at respektere og udføre den.
Eritreas forhold til Sudan er normaliseret. I mellemtiden var Eritrea blevet anerkendt som en fredsmægler mellem de enkelte fraktioner i den sudanske borgerkrig, således anmodede den sudanske regering og "Eastern Front"-oprørere Eritrea om at mægle ved fredsforhandlingerne i 2006.
En tvist med Yemen over Hanish-øerne i 1996 resulterede i en kort krig. Som en del af en aftale om at standse krigshandlingerne blev de to nationer enige om at henvise sagen til voldgiftsdomstolen i Haag i 1998. Yemen blev tilkendt fuldt ejerskab over de større øer, mens Eritrea blev tildelt de perifere øer sydvest for de større øer. Ved afslutningen af forhandlingerne bøjede landene sig til accept. Siden 1996 har begge regeringer været skeptisk sindede til hinanden, men forholdet er relativt normalt.

#### Forholdet til Etiopien
Den undermarkerede grænse til Etiopien er det primære og eksterne problem i dag, som Eritrea har. Eritreas forbindelser med Etiopien vendte sig bort fra forsigtig gensidig tolerance efter 30 års krig for eritreisk uafhængighed til en dødelig rivalisering, som førte til udbruddet af fjendtligheder fra maj 1998 til juni 2000, hvorved omkring 70.000 skadedes på begge sider.
Efter at domstolen i Haag demarkerede grænsen i henhold til Algier-aftalen har Etiopien nægtet at forlade Eritreiske territorier, heriblandt bl.a. byen Badme som lå til grund for grænsekonflikten. Dette har resulteret i en fastlåst situation afbrudt af perioder med forhøjet spænding og fornyede trusler om krig. Situationen er yderligere tilspidset derved, at de eritreiske og etiopiske ledere gensidigt har støttet oppositionen i modpartens land.
Af frygt for et nyt islamisk og nationalistisk Somalia invaderede Etiopien Somalia med amerikansk hjælp for at støtte den svage og lokalt upopulære FN/AU-støttede overgangsregering Federal Government, som uden etiopisk støtte havde været ude af stand til at udøve nogen kontrol uden for sin base i Baidoa og langs etiopisk-somaliske grænse. USA's Central Intelligence Agency gennemførte også et hemmelig program for finansiering og bistand til en koalition af somaliske krigsherrer for at erstatte den populære Islamic Courts Union-regering i Somalia.
Eritrea er et observerende medlem af den arabiske liga sammen med Brasilien, Venezuela og Tyrkiet.
I 1993, efter selvstændigheden, førte Eritrea en politik for at komme i kontakt med de arabiske stater, en beslutning, som der dog ikke var enighed om. Nogen foretrak at komme med i den arabiske liga som observatør, andre var for at blive fuldt medlem, mens andre ikke ville have kontakt med de arabiske lande under hensyn til Sudan ved landets nordøstlige grænse, Djibouti på sydgrænsen og den arabiske halvø tværs over for Bab el Mandeb.
I 2003 blev Eritrea observatør efter, at præsidenten kundgjorde, at Eritrea ikke vil blive medlem i nogen regional organisation, og at den arabiske liga mangler effektivitet.

## Økonomi
I de første år efter løsrivelsen fra Etiopien havde Eritrea problemer med økonomien. I de seneste år har der dog været en voldsom vækst, og Eritrea havde den stærkeste vækst i økonomien i verden med 17 %, især fra guldforekomster.
Eritreas betydelige mineralforekomster var stort set uudforskede under kolonitiden. Ifølge den eritreiske regering blev der i 1998 indvundet omkring 573,4 kg guld. Eritreas faktiske guldreserver er ukendte. Vestlige observatører har også bemærket Eritreas gunstige potentiale for udvinding af marmor og granit. Pr. 2001 havde omkring 10 mineselskaber (herunder kanadiske og sydafrikanske) fået tilladelser til at søge efter forskellige mineraler i Eritrea. Regeringen i Eritrea er angiveligt i færd med at gennemføre en geologisk undersøgelse for at kunne tillokke potentielle investorer til minedrift. Tilstedeværelsen af hundredetusinder af landminer i Eritrea, især langs grænsen til Etiopien, udgør en alvorlig forhindring for en fremtidig udvikling af minesektoren.
En stor anledning til den seneste tids fremgang i den eritreanske økonomi er den nye guld- og sølvmine Bisha, samt den nye produktion af cement fra cementfabrikken i Massawa. Nevsun afsluttede sit Bisha-mineprojekt i begyndelsen af 2011. Beregnet produktion vil være 350.000 unser guld pr år frem til guldet er udvundet, og minen vil da producere kobber og zink.
Som en del af Etiopien var Eritrea den mest veludviklede region, særlig betydningsfuld på grund af beliggenheden ved havet. Industri og infrastruktur (veje, jernbaner, havne) udbyggedes af italienske kolonisatorer i 1900-tallets første halvdel. Jordbruget er hovednæring i indlandet, men det har været ramt af gentagne tørkekatastrofer. Husdyrholdet dominerer i tørre områder. Industrien er fortrinsvis rettet mod konsumtionsvarer.
Siden selvstændigheden i 1993 har Eritrea haft økonomiske problemer. Som mange andre afrikanske lande var den eritreanske økonomi tidligere baseret på jordbrug. Frem til midten af 1990-tallet var industrien ejet af staten. Krigen 1998-2000 skadede økonomien alvorligt. Væksten var nul i 1999 og -1 % i 2000. Den etiopiske offensiv i det nordlige Eritrea år 2000 ødelagde blandt andet 55.000 boliger og forhindrede også besåningen i Eritreas frodigste område, hvilket førte til, at fødevareproduktionen mere end halveredes. Efter krigen forsøgte man at udvikle økonomien, men fremgangen forsinkedes af blandt andet små regnmængder. I 2002 var de militære udgifter på 12 % af BNP hvilket var meget højt.
Eritrea var tidligere afhængig af udenlandsk bistand men er siden 1998 et af de lande i Afrika, som ikke får bistand fra udlandet. Formålet med at ikke tage imod bistand er ifølge den eritreanske regering at blive helt selvforsynende ved at i stedet at skabe investeringspartnerskaber med andre nationer. Eritreanske medborgere bosatte i udlandet er forpligtigede til at betale 2 % af deres bruttoindkomst til den eritreanske stat for at kunne få del i visse privilegier, som er forbeholdt eritreanske medborgere, såsom jordeje samt afgifts- og skatteniveauer for eritreanske medborgere og virksomheder.
Den eritreanske regerings vigtigste udviklingsprojekt er den såkaldte Warsai-Yekalo-kampagne, som går ud på at de, som forretter deres militærtjeneste (hvilken i Eritrea tillige omfatter kvinder) bidrager til landets genopbygning ved at udgøre arbejdskraft for staten. Det indebærer, at de arbejder uden nogen anden modydelse end den fortæring, som tilkommer dem, som gør militærtjeneste. Disse ofte unge eritreanere arbejder blandt andet med reparation og byggeri af infrastrukturen, dæmninger, træterrasser, storjordbrug, skoler, klinikker, sygehuse etc. Med dette vil man sikre landets forsyning af levnedsmidler på sigt, samt lokke udenlandske investeringer og turister til.
Men mange af regeringens tiltag i særdeleshed efter konflikten med Etiopien blandt andet vedrørende valutahandel og andre handelsreguleringer samt deres relationer med den minimale private sektor har i mangt og meget ført til en svækkelse af den private sektor og dennes investeringer til fordel for statslige (eller partibaserede) monopoler. Militærtjenestens organisering som en national arbejdskraft indebærer en stor besparelse af statsudgifterne, eftersom arbejdskraften er gratis, og meget af det materiale og den kapital, som anvendes, er en kombination af billige stedlige ressourcer samt billig import og kontrakterede udenlandske virksomheder med relativt lave omkostninger fra blandt andet Kina og Sydkorea. Regeringen forsøger også at opbygge den begrænsede fiskeindustri og udnytte landets ressourcer i havet.
Eritrea oplever en periode med stor udvandring. Mange år med obligatorisk militærtjeneste for unge og arbejdsløshed driver tusindvis af eritreanere til hvert år at risikere deres liv for at illegalt udvandre fra landet gennem Sudan til Libyen og betale tusindvis af dollars til menneskesmuglere for at komme over Middelhavet til Europa. Andre drager over Det Røde Hav til Yemen eller Saudi-Arabien mens en del rejser over grænsen til Etiopien.
- BNP/indbygger: 1,200 USD (2009)
- Forskellige næringsgrenes andel af BNP: jordbrug 21 %, industri 22 %, tjenesteydelser 57 % (2002)
- Råstoffer: guld, sølv, nikkel, kobber, kalksten, marmor, olie, naturgas
- Vigtigste eksportvarer: skindprodukter, tekstiler, salt
- Valuta: nakfa

## Offentligt embedsvæsen

### Uddannelsesvæsen
Der er fem niveauer i uddannelsen i Eritrea: forskole, grundskole, midten, sekundær, og videregående. Det er næsten 238.000 elever i grundskolen, midten og i de videregående uddannelser. Det er omkring 1.546 skoler i Eritrea og to universiteter (Universitetet i Asmara, og Institut for videnskab og teknologi), samt flere mindre højskoler og fagskoler.
En af de vigtigste mål for Eritreas uddannelsespolitik er at give grunduddannelse i hvert af Eritreas modersmål, samt at udvikle en selvmotiverende og pligtopfyldende befolkning til at bekæmpe fattigdom og sygdom. Videre er det målet at sikre en uddannelse, der svarer til behovene for at sikre en fungerende, moderne økonomi.
Uddannelsessystemet i Eritrea er også indrettet på at forhindre kønsdiskriminering, etnisk diskriminering og klassediskriminering og at fremme videreuddannelse, både formelt og uformelt.
Uddannelse i Eritrea omfatter børnehaver for små børn af begge køn.

### Sundhedsvæsen
Eritrea har opnået betydelige forbedringer i sundhedsvæsenet: forventet levealder ved fødslen er vokset fra 39,1 i 1960 til 62,7 år i 2010 ifølge WHO, mødre- og børnedødeligheden er faldet dramatisk.
Infrastrukturen for sundhedsvæsenet er blevet udvidet. På grund af Eritreas relative isolation er information og ressourcer stærkt begrænset og ifølge Verdenssundhedsorganisationen (WHO) var den gennemsnitlige forventede levealder i 2008 ca. 63 år.
Børnesundheden i Eritrea er varetaget ved at samarbejde tæt med skolerne vedrørende vaccination og ernæring. Antallet af børn der er vaccineret mod mæslinger er næsten fordoblet på syv år, fra 40,7 % til 78,5%. Undervægt blandt barn er faldet med 12 % i perioden 1995 -2002. Alvorlig undervægt er faldet med 28 %.
The National Malaria Protection Unit i sundhedsdepartementet har registreret et fald i malaria- dødeligheden med 85 % og en nedgang i antallet af sygdomsramte på 92% fra 1998 til 2006.
Den eritreiske regering har forbudt kvindelig omskæring og siger, at denne praksis er smertefuld og sætter kvinder i fare for livstruende sundhedsproblemer.

#### Sygdomme og Vaccination

##### Malaria
Der forekommer malaria i hele landet i områder under 2.000 meters højde, undtagen i hovedstaden Asmara.

##### Gul feber
Gul feber findes i hele landet, men vaccination anbefales ikke generelt. For visse rejsende til staterne Anseba, Debub, Gash Barka, Mae Kel og Semenawi Keih Bahri anses risikoen alligevel så stor at visse rejsende anbefales en vaccination mod gul feber.

##### Meningitis
Eritrea ligger i det såkaldte "Meningitis-bælte," hvor der er høj forekomst af meningitis. Alle rejsende til Eritrea anbefales vaccination mod meningitis.

## Kultur
Kulturen i Eritrea er i stor udstrækning betinget af landets beliggenhed ved Det Røde Havs kyst.

### Musik
Musikken i Eritrea er ofte pentatonisk og kan beskrives som traditionel eritreansk med indslag af elektroniske instrumenter. Sangene er ofte patriotiske, men kærlighedstemaer er også almindeligt forekommende. Eksempler på meget populære sangere i Eritrea er Wedi Tikabo, Elsa Kidane og Helen Meles. De sidstnævnte to er kvindelige artister, som tiltrækker megen publikum til deres optrædener. De optræder også udenlands efter anmodning fra eksileritreanere.

### Media
Al media i Eritrea er statslig og kulturen er politisk styret. Media har indslag af politisk propaganda, men også samfundsnyttig information om eksempelvis sikker sex og sparsommelighed forekommer ofte. Der findes en censur, som borttager det, som det styrende politiske parti ikke bryder sig om. Inden for visse rammer har artisterne spillerum til at producere musik, film og andre kunstværker, så vidt de ikke er åbent kritiske mod staten eller bryder med dets konventioner, eksempelvis provokerer til splittelse mellem religioner, etniske grupper eller andre samfundsgrupper beskyttede af forfatningen.

### Madkultur
En typisk madret i det eritreanske køkken er injera sammen med en krydret gryde (tzebhi) som ofte indeholder oksekød, kylling eller vegetariske retter. En anden genkendelig del af den eritreanske madkultur er det traditionelle kaffe med dets kaffeceremonier.

### Sport
Fodbold og cykelløb er de mest populære sportsgrene i Eritrea. Desuden har eritreanske atletikudøvere markeret sig internationalt. Zersenay Tadese har verdensrekord i halvmaraton.
Cykelløbet Tour of Eritrea, omfattende flere etaper, afholdes årligt i hele landet. Det eritreanske cykellandshold har vundet de afrikanske cykelmesterskaber flere år i træk. Seks eritreanske cykelryttere har indgået kontrakter med internationale cykelhold, således Natnael Berhane og Daniel Teklehaimanot. Berhane var den første eritreanske cykelrytter, der deltog i Tour de France, og han vandt herved anerkendelsen African Sportsman of the Year i 2013, mens Teklehaimanot var den første eritreanske cykelrytter, der deltog i Vuelta a España i 2012. I 2015 vandt Teklehaimanot bjergkonkurrencen i Critérium du Dauphine. Under Tour de France 2015, den 9. juli, blev han den første afrikaner i bjergtrøjen. I 2024 vandt Biniam Girmay en etape i Tour de france som den første rytter fra Eritrea. Han endte med at vinde 3 etaper og pointtrøjen.

### Museer
Nationalmuseet Eritrea er et nationalmuseum i Asmara, Eritrea. Det blev oprettet i 1992 af Woldeab Woldemariam og var oprindeligt beliggende i det tidligere guvernørspalads indtil 1997, da det blev flyttet. Det er siden blevet flyttet til den tidligere Comboni Sisters School (en skole for kvinder). Nationalmuseets opgave er at fremme oplysningen om Eritreas historie, både i landet selv og i udlandet. Det har tillige til formål at undersøge nye arkæologiske steder og at udforske landets historie.

### Verdensarv
I 1996 nominerede Eritreas centralregering fem arkæologiske steder til at blive optaget på UNESCOs liste over kandidater til verdensarv (tentativ liste over verdensarv): Adulis, Dahlak Kebir, Matara, Nakfa og Qohaito. Samara2005, og Qohaito2011 er senere blevet optaget på listen.